# مقاطعة هولت (ميزوري)
مقاطعة هولت (بالإنجليزية: Holt County)‏ هي إحدى المقاطعات في ولاية ميزوري في الولايات المتحدة الأمريكية.

## أعلام
- تشارلز ك. مور